# Заря (Ковылкинский район)
Заря — опустевший посёлок Ковылкинского района Республики Мордовия в составе Казенно-Майданского сельского поселения.

## География
Находится на расстоянии примерно 19 километров по прямой на юго-восток от районного центра города Ковылкино.

## История
Возник после Октябрьской революции.

## Население
Постоянное население составляло 7 человек (русские 100 %) в 2002 году, 0 в 2010 году.